# تعدد الزوجات في الصومال
تعدد الزوجات يعتبر قانونيًا في جمهورية الصومال الفيدرالية.
وحسب وكالة فرانس برس فإن الزواج أمر شخصي ولا يُجبر الرجل على الزواج المبكر أو التعدد من قبل عائلته أو قبيلته كما ذكرت تقارير إخبارية